# Katarská kuchyně

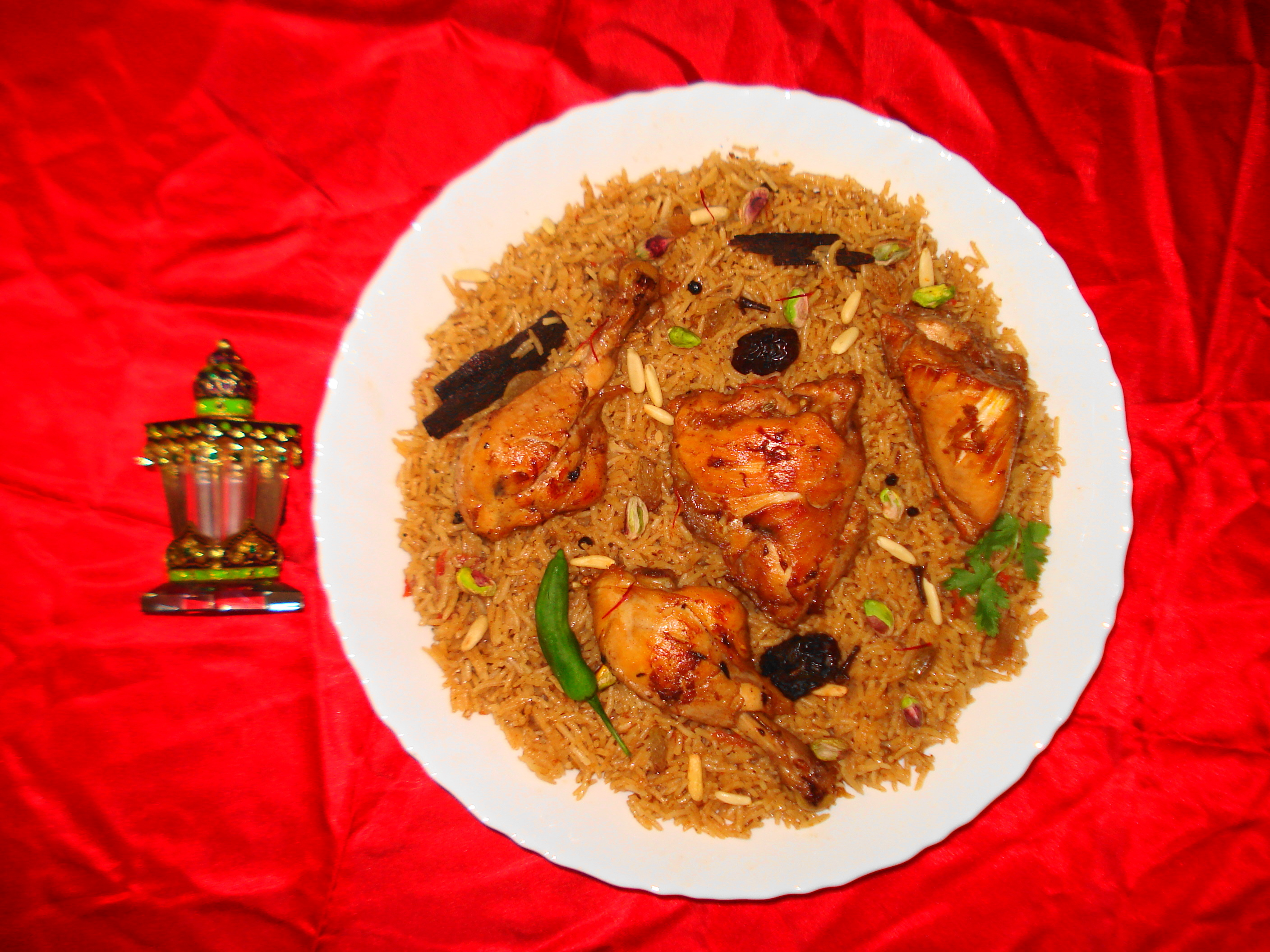
Makbús

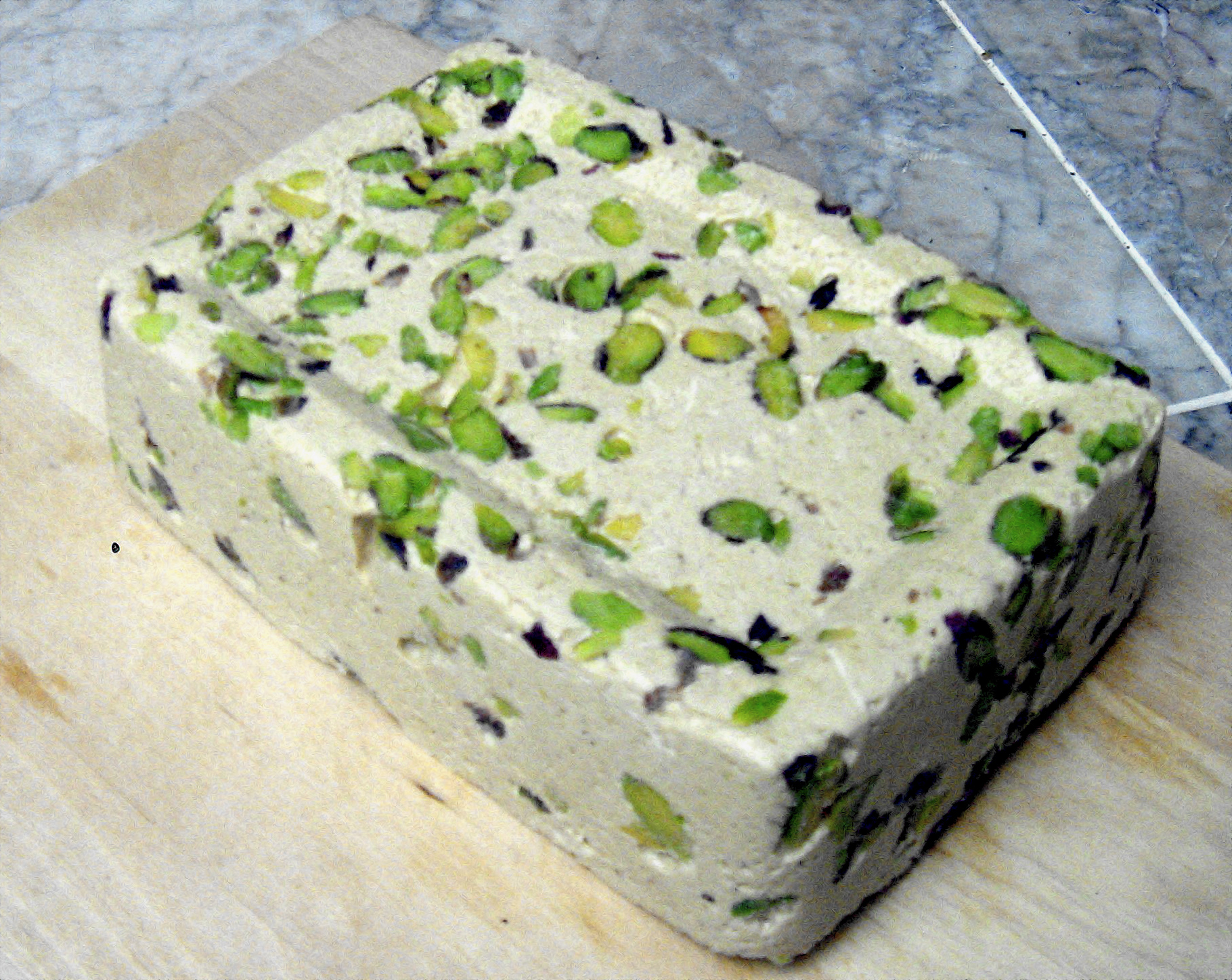
Chalva

Katarská kuchyně (arabsky: مطبخ قطري) vychází z arabské kuchyně a je velmi podobná ostatním kuchyním v regionu. Mezi nejdůležitější suroviny katarské kuchyně patří mořské plody, ryby, rýže a datle.

## Příklady katarských pokrmů a nápojů
Příklady katarských pokrmů a nápojů:
- Makbús (též kabsa), pomalu vařený rýžový pokrm s mořskými plody nebo skopovým masem. Bývá považován za národní jídlo Kataru.
- Tharíd, pokrm z dušeného skopového masa
- Ghuzi, v celku grilované jehně podávané se směsí rýže a ořechů
- Um ali, pudink s rozinkami a ořechy
- Chalva
- Čaj, někdy se podává i s mlékem, této variantě se říká karak
- Káva
- Karkade